# Marc Freixa i Soler
Marc Freixa i Soler   (Sant Pere de Torelló, 14 de novembre de 1979) és un ex-pilot de trial català. Ha estat 13 temporades en actiu en competició internacional, havent aconseguit 5 victòries en proves del campionat del món. El 2001 es va proclamar subcampió del món Indoor i va ser tercer al Campionat del Món a l'aire lliure, un podi que va repetir el 2003.
Com a component de l'equip estatal va guanyar el Trial de les Nacions el 2000 a Seva i també els anys 2001, 2004 i 2005.

## Trajectòria esportiva
De ben jove va començar a destacar en l'esport del biketrial, aconseguint el Subcampionat mundial de trialsín en categoria Benjamin el 1991 i el mateix resultat al Campionat del Món de biketrial de 1992. Un cop passat a la moto, guanyà dos campionats estatals en categories inferiors i fou pilot oficial de Gas Gas entre els anys 1997 i 2000. Després va competir dos anys amb Sherco, tres amb Montesa i va passar per Beta i Scorpa abans de tornar a Gas Gas el 2008, aquesta vegada amb un equip semioficial.
El 15 de novembre del 2009, just l'endemà de fer 30 anys, Marc Freixa s'acomiadà del trial professional a la darrera prova del campionat estatal a l'aire lliure, que tingué lloc al Berguedà. Continuarà, però, vinculat al trial tot fent d'entrenador i motxiller del jove pilot Aaró Castells.

## Palmarès

### Biketrial
| Any  | Categoria | C. del Món |
| ---- | --------- | ---------- |
| 1991 | Benjamin  | 2n         |
| 1992 | Benjamin  | 2n         |

1. ↑  Fins al 1991 inclòs, el biketrial s'anomenà oficialment trialsín

### Trial
| Any          | Motocicleta  | C. del Món outdoor | C. del Món indoor | TDN outdoor | TDN indoor | C. d'Espanya outdoor | C. d'Espanya indoor | Títols |
| ------------ | ------------ | ------------------ | ----------------- | ----------- | ---------- | -------------------- | ------------------- | ------ |
| 1994         | Gas Gas      | -                  | -                 | -           | -          | 1r Cadet             | -                   | 1      |
| 1995         | ?            | -                  | -                 | -           | -          | ?                    | -                   | -      |
| 1996         | Gas Gas      | -                  | -                 | -           | -          | 2n Júnior            | -                   | -      |
| 1997         | Gas Gas      | 19è                | -                 | -           | -          | 1r Sènior B          | -                   | 1      |
| 1998         | Gas Gas      | 13è                | -                 | -           | -          | 5è                   | -                   | -      |
| 1999         | Gas Gas      | 10è                | -                 | -           | -          | 3r                   | -                   | -      |
| 2000         | Gas Gas      | 4t                 | -                 | 1r          | -          | 2n                   | -                   | 1      |
| 2001         | Sherco       | 3r                 | 2n                | 1r          | -          | 2n                   | 7è                  | 1      |
| 2002         | Sherco       | 7è                 | 4t                | 2n          | 1r         | 3r                   | 3r                  | 1      |
| 2003         | Montesa      | 3r                 | 4t                | 2n          | 1r         | 2n                   | 4t                  | 1      |
| 2004         | Montesa      | 5è                 | 5è                | 1r          | 1r         | 3r                   | 3r                  | 2      |
| 2005         | Montesa      | 6è                 | 6è                | 1r          | 1r         | 3r                   | 5è                  | 2      |
| 2006         | Scorpa/Beta  | 7è                 | -                 | -           | -          | 6è                   | 5è                  | -      |
| 2007         | Sorpa        | 7è                 | 9è                | -           | -          | 4t                   | 5è                  | -      |
| 2008         | Gas Gas      | 7è                 | -                 | -           | -          | 5è                   | 4t                  | -      |
| 2009         | Gas Gas      | 8è                 | -                 | -           | -          | 4t                   | 5è                  | -      |
| Total títols | Total títols | 0                  | 0                 | 4           | 4          | 2                    | 0                   | 10     |

Notes
1. 1 2  La classificació consignada a TDN fa referència a la posició final obtinguda per l'equip estatal
2. ↑  Al total de títols s'hi compten tots els campionats estatals o internacionals guanyats, incloent-hi el TDN